# 비안카 무르겔
비안카 무르겔(Bjanka Murgel, 1986년 5월 5일 ~ )은 캐나다의 배우, 모델이다.
토론토에서 태어났다.

## 영화
- 퍼니셔 2 (2008년)
- 블랙 위도워 (2006년)
- 휴먼 트래픽킹 (2005년)